# Rue Jean-Micoud
La rue Jean-Micoud est une voie de Toulouse, chef-lieu de la région Occitanie, dans le Midi de la France.

## Situation et accès

### Description
La rue Jean-Micoud est une voie publique. Elle se trouve dans le quartier de Guilheméry.
La chaussée compte une seule voie de circulation automobile. Elle appartient à une zone 30 et la vitesse y est limitée à 30 km/h. Il n'existe en revanche ni bande, ni piste cyclable.

### Voies rencontrées
La rue Jean-Micoud rencontre les voies suivantes, du sud au nord (« g » indique que la rue se situe à gauche, « d » à droite) :
1. Avenue Camille-Pujol
2. Rue Jean-Ringaud (g)
3. Rue du Professeur-Martin (d)
4. Rue des Princes (g)
5. Rue Firmin-Larroque (d)
6. Rue Saint-Ligory (g)
7. Rue des Roses (d)
8. Rue Fernand-de-Magellan (g)
9. Rue du Lys (d)
10. Rue Mirabeau (g)
11. Rue des Lilas (d)
12. Rue Coupeau (d)
13. Rue de la Blanchisserie (g)
14. Rue de Luppé (d)
15. Rue Denis-Papin

## Odonymie
La rue est nommée en hommage à Jean Micoud (1898-1944). Originaire de Grenade, il participe à la Première Guerre mondiale à partir de 1917. Démobilisé en 1920, il réside à Reims, puis à Bruniquel, avant de s'installer en 1931 à Toulouse. Employé municipal, il devient chef de section des travaux de la voirie. Il est également militant à la Section française de l'Internationale ouvrière (SFIO) et membre de la « La Française des Arts », une loge du Grand Orient. Au déclenchement de la Seconde Guerre mondiale, lieutenant de réserve, il est mobilisé et participe à la campagne de France entre 1939 et 1940. Revenu à Toulouse en juillet 1940, il est en contact avec le groupe de résistants qui entoure Jean Chaubet. Le 7 juin, il rejoint le maquis que celui-ci forme à Saint-Lys. Le 12 juin 1944, le maquis est attaqué par les 9e, 10e, 11e et 12e compagnies du 3e bataillon du régiment SS Deutschland, appartenant à la division SS Das Reich et Jean Micoud est tué dans les combats.
En 1825, la rue était une partie du chemin de ronde qui longeait le mur de l'octroi qui ceinturait la ville de Toulouse. Il était désigné, entre le canal du Midi et le chemin de Griffoulet (actuelle rue du Professeur-Martin), comme le chemin de ronde de Luppé, et, entre le chemin de Griffoulet et la route de Castres (actuelle avenue Camille-Pujol), comme le chemin de ronde de Sacarin. En 1890, la première partie du chemin de ronde devint la rue Tournante-de-Luppé, la seconde la rue Sacarin. C'est en 1947 que le conseil municipal, dirigé par Raymond Badiou et largement issu des rangs de la Résistance, attribua aux deux rues le nom de Jean Micoud.

## Patrimoine et lieux d'intérêt

### Maisons et immeubles
- no  3 : maison (1947, Jean Valette)[6].
- no  5 : maison (1937)[7].
- no  15 : immeuble (deuxième quart du XXe siècle)[8].
- no  21 : maison (deuxième quart du XXe siècle)[9].
- no  23 : maison (deuxième quart du XXe siècle)[9].

### Jardin Sacarin
Le jardin Sacarin occupe une superficie de 4 762 m2. Il compte une aire de jeux pour enfants.